# Bednarz Cove
Die Bednarz Cove ist eine Bucht an der Budd-Küste des ostantarktischen Wilkeslands. Sie liegt an der Südseite der Mitchell-Halbinsel.
Erstmals kartiert wurde sie anhand von Luftaufnahmen der United States Navy, die 1947 und 1948 während der Operation Highjump und der Operation Windmill entstanden. Das Advisory Committee on Antarctic Names benannte sie 1963 nach Donald Francis Bednarz (1930–1973), leitender Elektrotechniker auf der Wilkes-Station im Jahr 1958.